# SP Zawisza Bydgoszcz
Zawisza je poljski nogometni klub iz Bydgoszcza. Nosi ime slavnog poljskog viteza iz 15. stoljeća Zaviše Crnoga.

## Uspjesi
- Poljski nogometni kup (1): 2013./14.
- Poljski Superkup (1): 2013./14.

## Poznati igrači
Poljska:
- Zbigniew Boniek
- Andrzej Brończyk
- Paweł Kryszałowicz
- Stefan Majewski
- Piotr Nowak
- Sławomir Wojciechowski

Srbija:
- Vuk Sotirović

## Vanjske poveznice
- Službene stranice Zawisza Bydgoszcz